# Scytalopus alvarezlopezi
Scytalopus alvarezlopezi (лат.) — вид птиц из семейства топаколовых (Rhinocryptidae). Был описан в 2017 году. Международный союз орнитологов признаёт его новым видом. Видовое название дано в честь колумбийского орнитолога Умберто Альварес-Лопеса (исп. Humberto Álvarez-López).

## История открытия и изучения
Первый экземпляр данного вида (половозрелый самец), назначенный впоследствии голотипом, был обнаружен в 1992 году. Несмотря на явное отличие его пения от пения уже известных видов Scytalopus, и чуть менее заметное, но всё же существенное отличие окраски его оперения, новый вид был описан лишь в 2017 году, после обнаружения одного экземпляра данного вида (паратип).

## Распространение
Обитает в западной части Колумбии, предпочитая тропические и субтропические горные леса (1350—2200 м).

## Описание
Его длина составляет около 12 см, масса 24,0 и 25,4 г (две особи). Верхняя часть тела чёрная, надхвостье и крылья с коричневатым оттенком, хвост тёмно-коричневый. Подбородок тёмно-серый, нижняя часть тела черноватая. Задние части боков, нижняя часть брюха и подхвостье с широкими полосами тёмно-рыжего и чёрного цвета. Радужная оболочка тёмно-коричневая, клюв чёрный, лапы тёмно-коричневые..

## Образ жизни
Scytalopus alvarezlopezi питается мелкими членистоногими, которых он добывает в подстилке леса. Этот вид можно чаще обнаружить на земле, поскольку он предпочитает передвигаться на короткие дистанции ходьбой или перебежками.